# برنامه بقای گونه‌ها

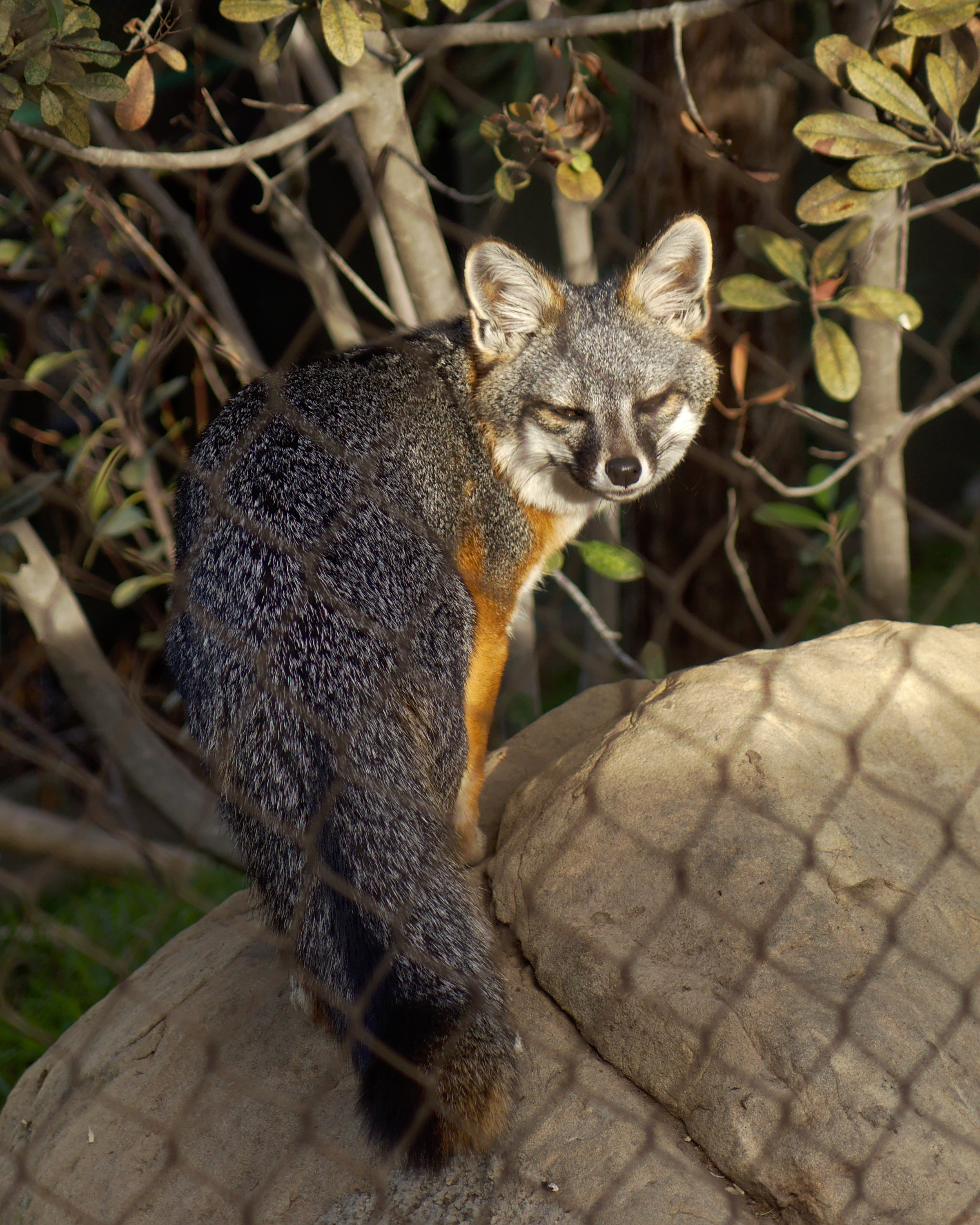
فاکس جزیره سن کلمنته در باغ وحش سانتا باربارا به عنوان بخشی از SSP

برنامه بقای گونه‌ها یا طرح بقای گونه‌ها (به انگلیسی: Species Survival Plan) در آمریکا یا برنامه SSP در سال ۱۹۸۱ توسط اتحادیه باغ‌وحش‌ها و آکواریوم‌ها (آمریکایی) برای کمک به اطمینان از بقای گونه‌های برگزیده در باغ‌وحش‌ها و آکواریومها، که بیشتر آنها در حیات وحش در معرض تهدید یا در خطر انقراض هستند، ایجاد شد.

## برنامه کلان SSP
برنامه کلان SSP یا طرح جامع SSP (به انگلیسی: SSP master plan)، سندی است که توسط هماهنگ‌کننده SSP (به‌طور کلی یک متخصص باغ وحش زیر نظر یک کمیته مدیریت منتخب) برای یک گونه خاص تهیه می‌شود. این سند هدف‌های جمعیتی درجا و دیگر توصیه‌های مدیریتی را برای دستیابی به حداکثر گوناگونی ژنتیکی و پایداری جمعیتی برای یک گونه، با توجه به محدودیت‌های انتقال و فضا، تعیین می‌کند.